# Лета
Ле́та (от греч. Λήθη — «забвение») — в древнегреческой мифологии источник и одна из пяти рек (вместе со Стиксом, Ахероном, Кокитосом и Флегетоном), протекающих в подземном царстве Аида, река забвения. Первоначально упоминалась равнина Леты.

## Предания
По прибытии в подземное царство умершие пили из этой реки и получали забвение всего прошедшего; наоборот, те, которые отправлялись обратно на землю, должны были ещё раз напиться воды из подземной реки. Представление об этом возникло уже после Гомера и перешло в народную веру. Река Лета протекает также в стране Ена, который считается братом Леты и Таната (Забвения и Смерти). В подземном царстве был её трон, на котором, между прочим, сидели Тезей и Пирифой, посетившие Аид.
Река Лета, «забвение» является неотъемлемой частью царства смерти. Умершие есть те, кто потеряли память. И напротив, некоторые, удостоенные предпочтения, — среди них Тиресий или Амфиарай, — сохранили свою память и после кончины.
Существовала также наяда Лета.
Лета — божество, порождённое Эридой. Сестра Гипноса и Таната. Именовалась матерью Диониса, согласно эпиграфике, играла роль в Дионисийских мистериях в Эфесе. Её алтарь был в храме Афины и Посейдона в Афинах.

## Упоминания в античной культуре
Некоторые поздние учения упоминают существование другой реки, Мнемозины. Те, кто пили из Мнемозины, должны были вспомнить всё и обрести всезнание. Последователи этих учений верили, что после смерти им будет предоставлен выбор, из какой реки пить, и они смогут выбрать Мнемозину вместо Леты. Сохранились надписи на многочисленных золотых табличках, датирующихся IV веком до н. э., и более поздних, найденных при раскопках Туриума в Великой Греции (Южная Италия) и других городов.
В конце диалога Платона «Государство» приводится миф об Эре — убитом в битве древнегреческом солдате, совершившем путешествие в царство мёртвых. Упоминается, что мёртвые прибывают в «долину Леты», по которой течёт река Амелес («безрассудный»).
Реки Лета и Мнемозина протекали в пещере под храмом Трофония в Беотии. Оракулы пили из них перед установлением контактов с богами. Реку Летон показывали в Ливии.
По местным поверьям, небольшая река Лимия в провинции Оренсе в Галисии обладала теми же свойствами, связанными с потерей памяти, что и легендарная река Лета. В 138 году до н. э. римский генерал Децим Юний Брут решил развеять этот миф, так как планировал развернуть военную кампанию в этом регионе. Легенда гласит, что генерал пересёк Лимию сам и затем начал вызывать солдат на другой стороне по одному, называя каждого по имени. Солдаты, обрадованные тем, что генерал помнит их имена, бесстрашно пересекали реку. Это действие развеяло местные мифы об опасности Лимии.
Согласно Данте, поток, текущий в Земном Раю, разделяется на два. Влево струится Лета, истребляющая память о совершённых грехах; вправо — Эвноя («добрая память»), воскрешающая в человеке воспоминание о всех его добрых делах.

## Употребление в русском языке
В русском языке широко известно выражение «кануть в Лету», означающее исчезновение навсегда, предание забвению. Как правило, выражение употребляется в отношении некоторой информации, фактов, воспоминаний, легенд и т. п., реже в переносном смысле — в отношении предметов и вещей, которые были утеряны.

## Топонимы

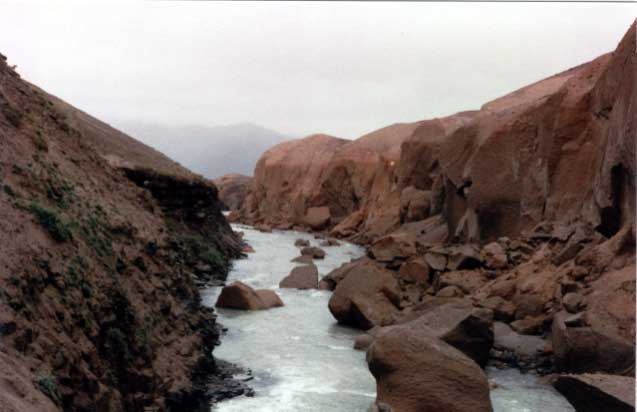
Река Лета на Аляске

Одна из рек на Аляске носит название Лета в честь мифической реки. Расположена в 18 км на запад от вулкана Катмай. Открыта и названа так в 1917 году Робертом Ф. Григгсом (Robert F. Griggs), в одной из экспедиций Национального географического общества США.